# L'uomo dalla pistola d'oro (film 1965)
L'uomo dalla pistola d'oro è un film del 1965 diretto da Alfonso Balcázar.

## Trama
Doc MacGregor è un medico alcolizzato, che viene inseguito dal cacciatore di taglie Slade, per l'omicidio di un pistolero famoso per le sue pistole d'oro. Assumendosene l'identità, inizierà a farne le veci trasformandosi in un vero e proprio giustiziere a Balbosas, il villaggio in cui il defunto era stato richiamato a causa delle continue vessazioni di un bandito.